# My Everything (album d'Anita Baker)
Pour les articles homonymes, voir My Everything.
Albums de Anita Baker
The Best of Anita Baker
(2002) Christmas Fantasy
(2005)
My Everything est le sixième album studio d'Anita Baker, sorti le 7 septembre 2004. Cet album atteignit la 4e place du classement Billboard 200 et fut certifié Disque d'or par la RIAA, avec plus de 500 000 copies vendues.
Ce fut le premier album de Baker pour le label Note Records et son premier inédit depuis dix ans. Pour son retour, Baker chercha à « contrôler » l'ensemble du processus de création de cet album, en travaillant une nouvelle fois avec Barry J. Eastmond et George Duke. Babyface contribua aussi.
Baker fut la compositrice ou la cocompositrice de huit chansons de l'album. Le dernier titre, Men in My Life, fut écrit par son mari et ses deux fils.

## Liste des titres
1. You're My Everything – 5:03
2. How Could You – 4:21
3. In My Heart – 5:06
4. Serious – 5:25
5. How Does It Feel – 4:42
6. Like You Used To Do – 5:11
7. Close Your Eyes – 4:42
8. You're My Everything (revisité) – 1:12
9. I Can't Sleep – 5:08
10. Men in My Life – 3:37